# Discografia di Mariah Carey
La discografia di Mariah Carey, cantautrice pop statunitense che ha venduto oltre 220 milioni di copie nel mondo.

## Album

### Album in studio
| Anno | Titolo                                                                           | Classifiche | Classifiche | Classifiche | Classifiche | Classifiche | Classifiche | Classifiche | Vendite                                                                                             | Certificazioni |
| Anno | Titolo                                                                           | US          | CAN         | UK          | GER         | JPN         | FRA         | AUS         | Vendite                                                                                             | Certificazioni |
| ---- | -------------------------------------------------------------------------------- | ----------- | ----------- | ----------- | ----------- | ----------- | ----------- | ----------- | --------------------------------------------------------------------------------------------------- | --- |
| 1990 | Mariah Carey - Data di pubblicazione: 12 giugno 1990                             | 1           | 1           | 6           | 24          | 13          | 17          | 6           | - USA: 6 000 - JPN: 900 000 - Mondo: 15 000                                                         | - USA: Platino (9) - AUS: Platino (5) - CAN: Platino (7) - JPN: Platino (3) - NZL: Platino (4) - UK: Platino                                  |
| 1991 | Emotions - Data di pubblicazione: 17 settembre 1991                              | 4           | 5           | 4           | 46          | 3           | 38          | 8           | - USA: 3,600 000 - JPN: 1 000                                                                       | - USA: Platino (4) - AUS: Platino - CAN: Platino (4) - FRA: Oro - JPN: Platino (4) - NZL: Platino - UK: Platino                               |
| 1993 | Music Box - Data di pubblicazione: 31 agosto 1993                                | 1           | 5           | 1           | 1           | 2           | 1           | 1           | - USA: 8,035 000 - CAN: 600 000 - GER: 1 400 000 - JPN: 2 300 000 - UK: 1 500 000 - Mondo: 35000000 | - USA: Diamante - AUS: Platino (12) - CAN: Platino (7) - FRA: Diamante - GER: Platino (2) - JPN: Million - NZL: Platino (5) - UK: Platino (5) |
| 1994 | Merry Christmas - Data di pubblicazione: 1º novembre 1994                        | 3           | 21          | 32          | 15          | 1           | 21          | 2           | - USA: 5,800 000 - CAN: 200 000 - JPN: 2 800 000 - UK: 311 000 - Mondo: 20000 000                   | - USA: Platino (9) - AUS: Platino (7) - CAN: Platino (3) - GER: Oro - JPN: Million (2) - NZL: Platino (2) - UK: Platino                       |
| 1995 | Daydream - Data di pubblicazione: 3 ottobre 1995                                 | 1           | 3           | 1           | 1           | 1           | 2           | 1           | - USA: 8,548 000 - JPN: 2 200 000 - UK: 649 000 - Mondo: 31000000                                   | - USA: Platino (11) - AUS: Platino (5) - CAN: Platino (7) - FRA: Platino (2) - GER: Oro - JPN: Million - NZL: Platino (5) - UK: Platino (2)   |
| 1997 | Butterfly - Data di pubblicazione: 16 settembre 1997                             | 1           | 1           | 2           | 7           | 1           | 6           | 1           | - USA: 3,849 000 - JPN: 1 000                                                                       | - USA: Platino (5) - AUS: Platino (2) - CAN: Platino (2) - FRA: Oro (2) - JPN: Million - NZL: Platino - UK: Platino                           |
| 1999 | Rainbow - Data di pubblicazione: 2 novembre 1999                                 | 2           | 2           | 8           | 3           | 2           | 1           | 4           | - USA: 3,443 000 - CAN: 300 000 - JPN: 422 230                                                      | - USA: Platino (3) - AUS: Oro - CAN: Platino (2) - FRA: Platino - GER: Platino - JPN: Platino (4) - NZL: Platino - UK: Oro                    |
| 2001 | Glitter - Data di pubblicazione: 11 settembre 2001                               | 7           | 4           | 10          | 7           | 1           | 4           | 13          | - USA: 636 000 - JPN: 261 900 - UK: 55 080 - Mondo: 5 000                                           | - USA: Platino - FRA: Oro - JPN: Platino |
| 2002 | Charmbracelet - Data di pubblicazione: 3 dicembre 2002                           | 3           | 12          | 52          | 32          | 4           | 12          | 42          | - USA: 1 170 000 - JPN: 240 400 - UK: 122 010 - Mondo: 5 000                                        | - USA: Platino - CAN: Oro - FRA: Oro - JPN: Platino - UK: Oro                                                                                 |
| 2005 | The Emancipation of Mimi - Data di pubblicazione: 4 aprile 2005                  | 1           | 2           | 7           | 14          | 2           | 4           | 6           | - USA: 6 100 000 - JPN: 259 275 - UK: 671 000 - Mondo: 10 000                                       | - USA: Platino (7) - AUS: Platino - CAN: Platino (3) - FRA: Oro - GER: Oro - JPN: Platino - NZL: Platino - UK: Platino (2)                    |
| 2008 | E=MC² - Data di pubblicazione: 15 aprile 2008                                    | 1           | 1           | 3           | 7           | 7           | 6           | 2           | - USA: 1,300 000 - JPN: 146 293 - UK: 136 986 - Mondo: 5,500 000                                    | - USA: Platino - AUS: Oro - CAN: Platino - JPN: Oro - NZL: Platino - UK: Oro                                                                  |
| 2009 | Memoirs of an Imperfect Angel - Data di pubblicazione: 29 settembre 2009         | 3           | 5           | 23          | 27          | 9           | 6           | 10          | - USA: 555 000 - UK: 80 308                                                                         | - USA: Platino - UK: Argento |
| 2010 | Merry Christmas II You - Data di pubblicazione: 2 novembre 2010                  | 4           | 14          | 101         | 77          | 24          | 82          | 27          | - USA: 587 000                                                                                      | - USA: Oro |
| 2014 | Me. I Am Mariah... The Elusive Chanteuse - Data di pubblicazione: 23 maggio 2014 | 3           | 8           | 14          | 27          | 25          | 26          | 5           | - USA: 127 000                                                                                      | |
| 2018 | Caution - Data di pubblicazione: 16 Novembre 2018                                | 5           | 15          | 40          | 67          | 30          | 71          | 15          | - USA: 43 000                                                                                       | |

### Raccolte
| Anno | Titolo                                                                                               | Classifiche | Classifiche | Classifiche | Classifiche | Classifiche | Classifiche | Classifiche | Vendite                                         | Certificazioni |
| Anno | Titolo                                                                                               | US          | CAN         | UK          | GER         | JPN         | FRA         | AUS         | Vendite                                         | Certificazioni |
| ---- | --- | ----------- | ----------- | ----------- | ----------- | ----------- | ----------- | ----------- | ----------------------------------------------- | --- |
| 1992 | MTV Unplugged - Live album - Data di pubblicazione: 2 giugno 1992                                    | 3           | 11          | 3           | 30          | 13          | 17          | 7           | - USA: 2,800 000 - JPN: 500 000                 | - USA: Platino (4) - AUS: Platino (2) - CAN: Platino - FRA: Oro (2) - NZL: Platino (2) - UK: Oro                                               |
| 1998 | #1's - Compilation album - Data di pubblicazione: 16 novembre 1998                                   | 4           | 6           | 10          | 10          | 1           | 2           | 6           | - USA: 4,848 000 - JPN: 3 600 000 - UK: 768 000 | - USA: Platino (6) - AUS: Platino (2) - CAN: Platino (3) - FRA: Platino (2) - GER: Oro - JPN: Million (3) - NZL: Platino (2) - UK: Platino (2) |
| 2001 | Greatest Hits - Compilation album - Data di pubblicazione: 4 dicembre 2001                           | 52          | —           | 7           | 36          | 3           | 24          | 47          | - USA: 1,230 000 - JPN: 217 890 - UK: 809 000   | - USA: Platino (2) - AUS: Platino (3) - FRA: Oro - JPN: Platino - NZL: Platino - UK: Platino (3)                                               |
| 2003 | The Remixes - Remix album - Data di pubblicazione: 14 ottobre 2003                                   | 25          | —           | 35          | —           | 95          | 60          | 78          | - USA: 289 000                                  | - USA: Oro |
| 2008 | The Ballads - Compilation album - Data di pubblicazione: 20 ottobre 2008                             | 10          | —           | 13          | —           | —           | —           | 79          | - USA: 395 000                                  | - UK: Oro |
| 2010 | Playlist: The Very Best of Mariah Carey - Compilation album - Data di pubblicazione: 26 gennaio 2010 | —           | —           | —           | —           | —           | —           | —           |                                                 | |
| 2011 | The Essential Mariah Carey - Data di pubblicazione: 17 giugno 2011                                   | —           | —           | —           | —           | —           | —           | 86          |                                                 | |
| 2015 | #1 to Infinity - Compilation album - Data di pubblicazione: 15 maggio 2015                           | 29          | —           | 8           | —           | 19          | 132         | 18          | - USA: 86 000 - Mondo: 500 000                  | - UK: Oro |
| 2020 | The Rarities - Compilation album - Data di pubblicazione: 2 ottobre 2020                             | 31          | 80          | 44          | 65          | 24          | 70          | 16          | - USA: 16 900                                   | |

- Nella tabella sono riportate esclusivamente le entrate in classifica nei paesi principali e le certificazioni maggiori. Per la lista completa delle entrate in classifica e delle certificazioni di tutti i paesi visitare le pagine Wikipedia dei singoli album.

### EP
| Anno | Titolo                                                                     |
| ---- | -------------------------------------------------------------------------- |
| 2000 | Valentines - Compilation - Data di pubblicazione: 1º gennaio 2000          |
| 2020 | The Live Debut — 1990 - Live album - Data di pubblicazione: 17 luglio 2020 |

## Singoli
| Anno                                                                                          | Singolo                                                             | Classifiche | Classifiche | Classifiche | Classifiche | Classifiche | Classifiche | Classifiche | Classifiche | Certificazioni                                                                               | Album di provenienza                   |
| Anno                                                                                          | Singolo                                                             | US          | US R&B/HH   | AUS         | CAN         | FRA         | ITA         | NZL         | UK          | Certificazioni                                                                               | Album di provenienza                   |
| --------------------------------------------------------------------------------------------- | ------------------------------------------------------------------- | ----------- | ----------- | ----------- | ----------- | ----------- | ----------- | ----------- | ----------- | -------------------------------------------------------------------------------------------- | -------------------------------------- |
| 1990                                                                                          | Vision of Love                                                      | 1           | 1           | 9           | 1           | 25          | —           | 1           | 9           | - USA: Platino - AUS: Oro - NZL: Oro                                                         | Mariah Carey                           |
| 1990                                                                                          | Love Takes Time                                                     | 1           | 1           | 14          | 1           | —           | —           | 9           | 37          | - USA: Platino - AUS: Oro                                                                    | Mariah Carey                           |
| 1991                                                                                          | Someday                                                             | 1           | 3           | 44          | 5           | 38          | —           | 14          | 38          | - USA: Oro                                                                                   | Mariah Carey                           |
| 1991                                                                                          | I Don't Wanna Cry                                                   | 1           | 2           | 49          | 7           | —           | —           | 13          | —           | - USA: Oro                                                                                   | Mariah Carey                           |
| 1991                                                                                          | There's Got to Be a Way                                             | —           | —           | —           | —           | —           | —           | —           | 54          |                                                                                              | Mariah Carey                           |
| 1991                                                                                          | Emotions                                                            | 1           | 1           | 11          | 2           | —           | —           | 3           | 17          | - USA: Platino - AUS: Oro - NZL: Oro                                                         | Emotions                               |
| 1991                                                                                          | Can't Let Go                                                        | 2           | 2           | 63          | 7           | —           | —           | 21          | 20          | - USA: Oro                                                                                   | Emotions                               |
| 1992                                                                                          | Make It Happen                                                      | 5           | 7           | 35          | 16          | —           | —           | —           | 17          |                                                                                              | Emotions                               |
| 1992                                                                                          | I'll Be There (featuring Trey Lorenz)                               | 1           | 11          | 9           | 1           | 16          | —           | 1           | 2           | - USA: Oro - AUS: Platino - NZL: Oro                                                         | MTV Unplugged                          |
| 1992                                                                                          | If It's Over                                                        | —           | —           | 115         | —           | —           | —           | —           | —           |                                                                                              | MTV Unplugged                          |
| 1993                                                                                          | Dreamlover                                                          | 1           | 2           | 7           | 1           | 49          | —           | 2           | 9           | - USA: Platino - AUS: Platino (6) - CAN: Oro - NZL: Oro                                      | Music Box                              |
| 1993                                                                                          | Hero                                                                | 1           | 5           | 7           | 10          | 5           | —           | 2           | 7           | - USA: Platino (3) - AUS: Platino (2) - CAN: Platino - FRA: Oro - NZL: Platino - UK: Oro     | Music Box                              |
| 1994                                                                                          | Without You                                                         | 3           | 7           | 2           | 2           | 1           | 1           | 1           | 1           | - USA: Platino - AUS: Platino (2) - CAN: Oro - FRA: Oro - NZL: Oro - UK: Platino             | Music Box                              |
| 1994                                                                                          | Never Forget You                                                    | 3           | 7           | —           | —           | —           | —           | —           | —           |                                                                                              | Music Box                              |
| 1994                                                                                          | Anytime You Need a Friend                                           | 12          | 22          | 12          | —           | 12          | —           | 5           | 8           | - USA: Oro - AUS: Oro - NZL: Oro                                                             | Music Box                              |
| 1994                                                                                          | Endless Love (con Luther Vandross)                                  | 2           | 12          | 2           | —           | 12          | 8           | 1           | 3           | - USA: Platino - AUS: Platino (2) - NZL: Platino - UK: Oro                                   | Songs                                  |
| 1994                                                                                          | All I Want for Christmas Is You                                     | 1           | —           | 1           | 1           | 1           | 1           | 1           | 1           | - USA: Platino (14) - AUS: Platino (11) - CAN: Diamante - NZL: Platino (3) - UK: Platino (8) | Merry Christmas                        |
| 1994                                                                                          | Joy to the World                                                    | —           |             | —           | —           | —           | 33          | —           | 17          |                                                                                              | Merry Christmas                        |
| 1995                                                                                          | Fantasy                                                             | 1           | 1           | 1           | 1           | 5           | 9           | 1           | 4           | - USA: Platino (6) - AUS: Platino (3) - FRA: Oro - NZL: Platino - UK: Platino                | Daydream                               |
| 1995                                                                                          | One Sweet Day (con i Boyz II Men)                                   | 1           | 2           | 2           | 2           | 5           | 23          | 1           | 6           | - USA: Platino (4) - AUS: Platino (3) - FRA: Oro - NZL: Platino - UK: Oro                    | Daydream                               |
| 1995                                                                                          | Open Arms                                                           | —           | —           | 27          | —           | 29          | —           | 8           | 4           |                                                                                              | Daydream                               |
| 1996                                                                                          | Always Be My Baby                                                   | 1           | 1           | 17          | 2           | —           | —           | 5           | 3           | - USA: Platino (5) - AUS: Platino (2) - NZL: Oro - UK: Platino                               | Daydream                               |
| 1996                                                                                          | Forever                                                             | —           | —           | 77          | 13          | —           | —           | 40          | —           |                                                                                              | Daydream                               |
| 1996                                                                                          | Underneath the Stars                                                | —           | 69          | —           | —           | —           | —           | —           | —           |                                                                                              | Daydream                               |
| 1997                                                                                          | Honey                                                               | 1           | 2           | 8           | 2           | 39          | 10          | 3           | 3           | - USA: Platino (2) - AUS: Platino - CAN: Oro - NZL: Oro - UK: Argento                        | Butterfly                              |
| 1997                                                                                          | Butterfly                                                           | —           | 27          | 27          | —           | 43          | —           | 15          | 22          |                                                                                              | Butterfly                              |
| 1998                                                                                          | The Roof (Back in Time)                                             | —           | —           | —           | —           | —           | —           | —           | 96          |                                                                                              | Butterfly                              |
| 1998                                                                                          | Breakdown (featuring Bone Thugs-n-Harmony)                          | —           | 4           | 38          | —           | —           | —           | 4           | 132         | - USA: Oro - NZL: Oro                                                                        | Butterfly                              |
| 1998                                                                                          | My All                                                              | 1           | 24          | 39          | 9           | 6           | —           | 21          | 4           | - USA: Platino (2) - AUS: Oro - FRA: Oro - UK: Argento                                       | Butterfly                              |
| 1998                                                                                          | Sweetheart (featuring Jermaine Dupri)                               | 125         | —           | —           | —           | —           | —           | —           | —           |                                                                                              | #1's                                   |
| 1998                                                                                          | When You Believe (con Whitney Houston)                              | 15          | 33          | 13          | 26          | 5           | 3           | 8           | 4           | - USA: Platino - AUS: Oro - FRA: Oro - UK: Oro                                               | #1's                                   |
| 1999                                                                                          | I Still Believe                                                     | 4           | 3           | 54          | 9           | 33          | 14          | 24          | 16          | - USA: Platino                                                                               | #1's                                   |
| 1999                                                                                          | Heartbreaker (featuring Jay-Z)                                      | 1           | 1           | 10          | 1           | 1           | 8           | 1           | 5           | - USA: Platino - AUS: Platino - FRA: Oro - NZL: Platino - UK: Oro                            | Rainbow                                |
| 2000                                                                                          | Thank God I Found You (featuring 98 Degrees & Joe)                  | 1           | 1           | 27          | 2           | 28          | 25          | 34          | 10          | - USA: Platino                                                                               | Rainbow                                |
| 2000                                                                                          | Crybaby (featuring Snoop Dogg)                                      | 28          | 23          | —           | —           | —           | —           | —           | —           |                                                                                              | Rainbow                                |
| 2000                                                                                          | Can't Take That Away (Mariah's Theme)                               | 28          | 23          | —           | 4           | —           | —           | —           | —           |                                                                                              | Rainbow                                |
| 2000                                                                                          | Against All Odds (Take a Look at Me Now) (featuring Westlife)       | —           | —           | 52          | 22          | 19          | 18          | —           | 1           | - UK: Oro                                                                                    | Rainbow                                |
| 2001                                                                                          | Loverboy (featuring Cameo & Ludacris)                               | 2           | 1           | 7           | 3           | 54          | 13          | —           | 12          | - USA: Oro - AUS: Oro                                                                        | Glitter                                |
| 2001                                                                                          | Reflections (Care Enough)                                           | —           | —           | —           | —           | —           | —           | —           | —           |                                                                                              | Glitter                                |
| 2001                                                                                          | Never Too Far                                                       | 105         | 66          | —           | —           | —           | —           | —           | —           |                                                                                              | Glitter                                |
| 2001                                                                                          | Don't Stop (Funkin' 4 Jamaica) (featuring Mystikal)                 | 123         | 42          | 36          | —           | —           | 22          | —           | 32          |                                                                                              | Glitter                                |
| 2001                                                                                          | Never Too Far/Hero Medley                                           | 81          | 66          | —           | —           | —           | —           | —           | —           |                                                                                              | Greatest Hits                          |
| 2002                                                                                          | Through the Rain                                                    | 81          | 69          | 15          | 5           | 22          | 7           | 37          | 8           | - CAN: Oro                                                                                   | Charmbracelet                          |
| 2003                                                                                          | I Know What You Want (con Busta Rhymes featuring Flipmode Squad)    | 3           | 2           | 3           | 5           | 25          | 4           | 7           | 3           | - USA: Platino - AUS: Platino - NZL: Oro - UK: Oro                                           | It Ain't Safe No More                  |
| 2003                                                                                          | Boy (I Need You) (featuring Cam'Ron)                                | —           | 68          | 29          | 32          | 51          | —           | 45          | 17          |                                                                                              | Charmbracelet                          |
| 2003                                                                                          | Bringin' on the Heartbreak                                          | —           | —           | —           | —           | —           | —           | —           | —           |                                                                                              | Charmbracelet                          |
| 2005                                                                                          | It's like That                                                      | 16          | 17          | 9           | 29          | 16          | 7           | 21          | 4           | - USA: Oro - AUS: Oro - UK: Argento                                                          | The Emancipation of Mimi               |
| 2005                                                                                          | We Belong Together                                                  | 1           | 1           | 1           | 2           | 12          | 25          | 2           | 2           | - USA: Platino (6) - AUS: Platino - NZL: Oro - UK: Platino                                   | The Emancipation of Mimi               |
| 2005                                                                                          | Shake It Off                                                        | 2           | 2           | 6           | 14          | —           | 22          | 5           | 9           | - USA: Platino - AUS: Oro                                                                    | The Emancipation of Mimi               |
| 2005                                                                                          | Get Your Number (featuring Jermaine Dupri)                          | —           |             | 19          | —           | —           | 22          | 14          | 9           |                                                                                              | The Emancipation of Mimi               |
| 2005                                                                                          | Don't Forget About Us                                               | 1           | 1           | 12          | 17          | —           | 11          | 12          | 11          | - USA: Platino                                                                               | The Emancipation of Mimi               |
| 2006                                                                                          | Say Somethin' (featuring Snoop Dogg)                                | 79          | —           | 26          | —           | —           | —           | —           | 27          |                                                                                              | The Emancipation of Mimi               |
| 2006                                                                                          | Fly like a Bird                                                     | 104         | 19          | —           | —           | —           | —           | —           | —           |                                                                                              | The Emancipation of Mimi               |
| 2008                                                                                          | Touch My Body                                                       | 1           | 2           | 17          | 2           | 16          | 5           | 3           | 5           | - USA: Platino (3) - UK: Argento                                                             | E=MC²                                  |
| 2008                                                                                          | Bye Bye                                                             | 19          | 33          | 53          | 34          | —           | —           | 7           | 30          | - USA: Platino                                                                               | E=MC²                                  |
| 2008                                                                                          | I'll Be Lovin' U Long Time (featuring T.I.)                         | 58          | 36          | —           | 69          | —           | —           | —           | 84          |                                                                                              | E=MC²                                  |
| 2008                                                                                          | I Stay in Love                                                      | —           | 82          | —           | —           | —           | —           | —           | —           |                                                                                              | E=MC²                                  |
| 2009                                                                                          | Obsessed                                                            | 7           | 28          | 26          | 15          | —           | 6           | 21          | 52          | - USA: Platino (3) - AUS: Oro - UK: Argento                                                  | Memoirs Of An Imperfect Angel          |
| 2009                                                                                          | I Want to Know What Love Is                                         | 60          | 40          | 45          | 57          | 6           | 42          | —           | 19          |                                                                                              | Memoirs Of An Imperfect Angel          |
| 2009                                                                                          | H.A.T.E.U.                                                          | —           | 72          | —           | —           | —           | —           | —           | —           |                                                                                              | Memoirs Of An Imperfect Angel          |
| 2010                                                                                          | Up Out My Face (featuring Nicki Minaj)                              | 100         | 43          | —           | —           | —           | —           | —           | —           | - USA: Oro                                                                                   | Memoirs Of An Imperfect Angel          |
| 2010                                                                                          | Angels Cry (featuring Ne-Yo)                                        | —           | 90          | —           | —           | —           | —           | —           | —           |                                                                                              | Memoirs Of An Imperfect Angel          |
| 2010                                                                                          | Oh Santa!                                                           | —           | —           | —           | —           | —           | —           | —           | —           |                                                                                              | Merry Christmas II You                 |
| 2011                                                                                          | When Christmas Comes (con John Legend)                              | —           | —           | —           | —           | —           | —           | —           | —           |                                                                                              | Merry Christmas II You                 |
| 2011                                                                                          | All I Want for Christmas Is You (SuperFestive!) (con Justin Bieber) | 86          | —           | —           | 61          | —           | —           | —           | 148         | - USA: Oro                                                                                   | Under the Mistletoe                    |
| 2012                                                                                          | Triumphant (Get 'Em) (featuring Rick Ross and Meek Mill)            | 115         | 53          | —           | —           | —           | —           | —           | 135         |                                                                                              | /                                      |
| 2013                                                                                          | Almost Home                                                         | —           | —           | —           | —           | —           | —           | —           | 185         |                                                                                              | /                                      |
| 2013                                                                                          | #Beautiful (featuring Miguel)                                       | 15          | 4           | 6           | 30          | 41          | —           | 10          | 22          | - USA: Platino (2) - AUS: Platino - NZL: Oro - UK: Argento                                   | Me I'm Mariah...The Elusive Chanteause |
| 2013                                                                                          | The Art of Letting Go                                               | 119         | 46          | 82          | —           | 84          | —           | —           | 90          |                                                                                              | Me I'm Mariah...The Elusive Chanteause |
| 2014                                                                                          | You're Mine (Eternal)                                               | 88          | —           | —           | —           | —           | —           | —           | 96          |                                                                                              | Me I'm Mariah...The Elusive Chanteause |
| 2015                                                                                          | Infinity                                                            | 82          | —           | —           | —           | —           | —           | —           | 85          |                                                                                              | #1 To Infinity                         |
| 2017                                                                                          | I Don't                                                             | 89          | 35          | —           | 96          | 102         | —           | —           | 60          |                                                                                              | /                                      |
| 2018                                                                                          | With You                                                            | —           | —           | —           | —           | —           | —           | —           | —           |                                                                                              | Caution                                |
| 2019                                                                                          | A No No                                                             | —           | —           | —           | —           | —           | —           | —           | —           |                                                                                              | Caution                                |
| 2019                                                                                          | In The Mix                                                          | —           | —           | —           | —           | —           | —           | —           | —           |                                                                                              | /                                      |
| 2020                                                                                          | Save the Day (con Lauryn Hill)                                      | —           | —           | —           | —           | —           | —           | —           | —           |                                                                                              | The Rarities                           |
| 2020                                                                                          | Out Here on My Own                                                  | —           | —           | —           | —           | —           | —           | —           | —           |                                                                                              | The Rarities                           |
| 2020                                                                                          | Oh Santa! (featuring Ariana Grande e Jennifer Hudson)               | 76          | 20          | —           | 60          | —           | —           | —           | 67          |                                                                                              | Caution                                |
| 2020                                                                                          | Here We Go Around Again                                             | —           | —           | —           | —           | —           | —           | —           | —           |                                                                                              | Caution                                |
| 2021                                                                                          | Fall in Love at Christmas (con Khalid e Kirk Franklin)              | —           | —           | —           | —           | —           | —           | —           | —           |                                                                                              | /                                      |
| 2022                                                                                          | Big Energy (Remix) (con Latto feat. DJ Khaled)                      | —           | —           | 6           | —           | —           | —           | —           | 21          | - AUS: Platino (3) - UK: Oro                                                                 | 777                                    |
| 2023                                                                                          | It's a Wrap                                                         | —           | —           | —           | —           | —           | —           | —           | —           |                                                                                              | Memoirs Of An Imperfect Angel          |
| 2024                                                                                          | Yes, And? (Remix) (con Ariana Grande)                               | —           | —           | —           | —           | —           | —           | —           | —           |                                                                                              | /                                      |
| 2025                                                                                          | Type Dangerous                                                      | —           | —           | —           | —           | —           | —           | —           | —           |                                                                                              | /                                      |
| "—" indica che l'opera non si è classificata o che non è stata pubblicata in quel territorio. |                                                                     |             |             |             |             |             |             |             |             |                                                                                              |                                        |

### Come artista ospite
| Anno                                                                                          | Singolo                                                      | Classifiche | Classifiche | Classifiche | Classifiche | Classifiche | Classifiche | Classifiche | Album di provenienza                  |
| Anno                                                                                          | Singolo                                                      | US          | US R&B/HH   | AUS         | CAN         | FRA         | NZL         | UK          | Album di provenienza                  |
| --------------------------------------------------------------------------------------------- | ------------------------------------------------------------ | ----------- | ----------- | ----------- | ----------- | ----------- | ----------- | ----------- | ------------------------------------- |
| 2000                                                                                          | Things That U Do (Jay-Z featuring Mariah Carey)              | —           | —           | —           | —           | —           | —           | —           | Vol. 3... Life and Times of S. Carter |
| 2004                                                                                          | U Make Me Wanna (Jadakiss featuring Mariah Carey)            | 21          | 8           | —           | —           | 55          | —           | —           | Kiss of Death                         |
| 2006                                                                                          | So Lonely (Twista featuring Mariah Carey)                    | —           | 65          | —           | —           | —           | —           | —           | The Day After                         |
| 2007                                                                                          | Lil' L.O.V.E. (Bone Thugs-n-Harmony featuring Mariah Carey)  | —           | 66          | —           | —           | —           | 6           | —           | Strength and Loyalty                  |
| 2008                                                                                          | Just Stand Up! (come parte degli Artists Stand Up to Cancer) | 11          | 83          | —           | —           | —           | —           | 26          | Singolo di beneficenza                |
| 2009                                                                                          | My Love (The-Dream featuring Mariah Carey)                   | 82          | 36          | —           | —           | —           | —           | —           | Love vs. Money                        |
| 2010                                                                                          | Everybody Hurts (come parte degli Helping Haiti)             | —           | —           | 28          | 59          | —           | —           | 1           | Singolo di beneficenza                |
| "—" indica che l'opera non si è classificata o che non è stata pubblicata in quel territorio. |                                                              |             |             |             |             |             |             |             |                                       |

### Album video
- 1991 - The First Vision
- 1992 - MTV Unplugged +3
- 1993 - Here Is Mariah Carey
- 1996 - Fantasy: Mariah Carey at Madison Square Garden
- 1999 - Around The World
- 2000 - Number 1's
- 2007 - The Adventures of Mimi